# دانشگاه داگلاس
دانشگاه داگلاس (به انگلیسی: Douglass University) یک دانشگاه سابق بود که در سال ۱۹۲۶ برای تحصیل آمریکایی‌های آفریقایی‌تبار در سنت لوئیس، میزوری تأسیس شد. این دانشگاه، دومین دانشگاه در ایالت میزوری بود که دانشجویان آفریقایی-آمریکایی را می‌پذیرفت و دومین دانشکده حقوق ایالات متحده نیز بود که آمریکایی‌های آفریقایی‌تبار را برای اخذ مدرک کامل حقوق پذیرش کرد. این دانشگاه بارها موقعیت خود در همان شهر را جابه‌جا کرد و همچنین برای چندین دهه پس از تأسیس خود همراه با دوره‌هایی بدون فعالیت، فعال باقی ماند.

## تاریخچه

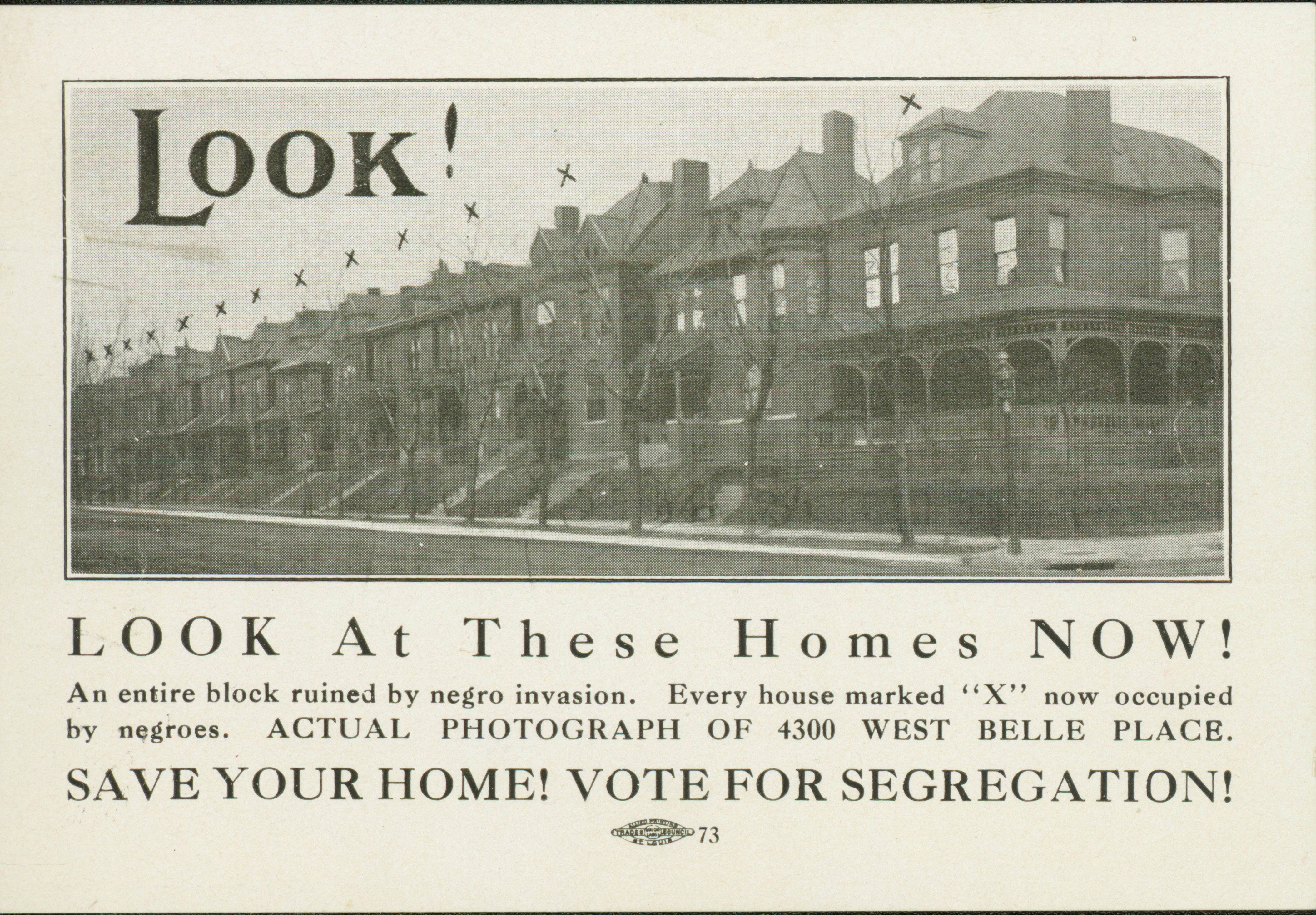
کارت پستال انجمن متحد بهزیستی مربوط سال ۱۹۱۶ که در آن نوشته شده بود: «اکنون به این خانه‌ها نگاه کنید! خانه خود را نجات دهید! به جدایی رأی دهید!»؛ همان آدرس ۴۳۰۰ وست بل پلیس در سنت لوئیس نیز یکی از مکان‌های پردیس دانشگاه داگلاس بود.

دانشگاه داگلاس به نام فردریک داگلاس نام‌گذاری شد و توسط بی. اف. باولز برای تحصیل دانشجویان آمریکایی آفریقایی‌تبار در پاییز ۱۹۲۶ تأسیس شد. این دانشگاه به‌طور موقت در شمارهٔ ۴۳۴۶ خیابان انرایت قرار داشت، اما ماه‌ها بعد به شمارهٔ ۲۸۰۳ خیابان پاین، سنت لوئیس منتقل شد. وکیل فریمن ال. مارتین به‌عنوان معاون اول رئیس و رئیس دانشکدهٔ حقوق خدمت کرد. اولین کلاس‌های این دانشگاه در ژانویهٔ ۱۹۲۷ برگزار شدند. این کلاس‌ها به‌طور انحصاری بر حقوق متمرکز بودند و فقط ۸ دانشجو در آن‌ها حضور داشتند.
در زمان تأسیس این دانشگاه، هیچ کالج دیگری در شهرستان سنت لوئیس دانشجویان سیاه‌پوست را نمی‌پذیرفت. نخستین دانشگاه در ایالت میزوری که به دانشجویان سیاه‌پوست اجازهٔ تحصیل می‌داد، دانشگاه لینکلن (تأسیس در سال ۱۸۶۶) بود که پس از آن دانشگاه داگلاس این اجازه را صادر کرد. این دانشگاه همچنین تنها یکی از دو مدرسه‌ای در ایالات متحده بود که مدرک کامل حقوق را به دانش‌آموزان سیاه‌پوست ارائه می‌داد. هیچ‌یک از ۲۴ استاد این دانشگاه در زمان افتتاح آن دستمزدی دریافت نکردند. هیئت علمی این دانشگاه بیشتر از معلمان سامانهٔ مدارس دولتی محلی تشکیل شده بود. در سال ۱۹۲۸، دومین سال فعالیت دانشگاه داگلاس، بخش‌های الهیات، تجارت و موسیقی را نیز به آن اضافه شدند و تعداد دانشجویان نیز به ۳۷ نفر افزایش یافت. این کالج بعداً به شمارهٔ ۴۳۰۰ وست بل پلیس در سنت لوئیس منتقل شد.
باولز، تا زمانی که وضعیت سلامتی او در اواخر دههٔ ۱۹۲۰ رو به افول گذاشت، این دانشگاه را رهبری می‌کرد. در سال ۱۹۳۴، هرمان دریر دانشگاه داگلاس را در یک مکان موقت در شمارهٔ ۱۰۴۲ بلوار گرند بازگشایی کرد و یک سال بعد به شمارهٔ ۳۶۲۶ فینلی، سنت لوئیس نقل مکان کرد. تا سال ۱۹۳۷، این دانشگاه ۵۴ دانشجو داشت. با ظهور رکود بزرگ در ایالات متحده، این دانشگاه نیز با مشکلات مالی روبرو شد و در ژوئن ۱۹۴۲، تعطیل شد. در سال ۱۹۴۳، دریر مجدداً دانشگاه داگلاس را بازگشایی کرد.